# گوستاف نیلسون
گوستاف نیلسون (انگلیسی: Gustaf Nilsson؛ زادهٔ ۲۳ مهٔ ۱۹۹۷) بازیکن فوتبال اهل سوئد است.
از باشگاه‌هایی که در آن بازی کرده‌است می‌توان به باشگاه فوتبال بروندبی اشاره کرد.
وی همچنین در تیم‌های ملی فوتبال زیر ۱۹ سال ، زیر ۲۱ سال  و بزرگسالان سوئد بازی کرده‌است.

## دوران ملی
او اولین بازی خود را برای تیم ملی فوتبال سوئد در ۷ ژانویه ۲۰۱۸ در یک بازی دوستانه مقابل استونی انجام داد. در ۱۱ ژانویه ۲۰۱۸، او در دقیقه ۹۰ گلزنی کرد تا کشورش در بازی دوستانه مقابل تیم ملی فوتبال دانمارک با نتیجه ۱-۰ پیروز شود.